# John Koech
John Kibet Koech (* 23. August 1995 in Kericho) ist ein bahrainischer Hindernisläufer kenianischer Herkunft, der seit 2014 für Bahrain startberechtigt ist. In dieser Disziplin wurde er in den Jahren 2015 und 2019 Asienmeister.

## Sportliche Laufbahn
Erste internationale Wettkämpfe bestritt John Koech beim Leichtathletik-Continentalcup 2014 in Marrakesch, bei denen er in 8:28,96 min auf Platz fünf kam. Im Jahr darauf siegte er in 8:27,03 min bei den Asienmeisterschaften in Wuhan und qualifizierte sich damit für die Weltmeisterschaften in Peking, bei denen er mit 8:38,62 min im Vorlauf ausschied. Anfang Oktober wurde er bei den Militärweltspielen im südkoreanischen Mungyeong in 8:35,63 min Fünfter. 2016 qualifizierte er sich für die Olympischen Spiele in Rio de Janeiro, bei denen er sich mit 8:28,81 min ebenfalls nicht für das Finale qualifizierte. Bei den Islamic Solidarity Games 2017 in Baku wurde er in 8:34,27 min Vierter, wie auch bei den Asienspielen im Jahr darauf in Jakarta in 8:32,72 min. Im Jahr darauf siegte er in 8:25,87 min bei den Asienmeisterschaften in Doha und erhielt damit ein Freilos für die Weltmeisterschaften ebendort im Oktober, bei denen er aber nicht an den Start ging. Im Oktober belegte er bei den Militärweltspielen in Wuhan in 8:43,50 min den siebten Platz. 2021 nahm er an den Olympischen Sommerspielen in Tokio teil, kam dort aber im Vorlauf nicht ins Ziel.
2022 belegte er bei den Islamic Solidarity Games in Konya in 9:19,64 min den vierten Platz im Hindernislauf. Im Jahr darauf belegte er bei den Panarabischen Spielen in Algier in 8:53,94 min den sechsten Platz und im Oktober gelangte er bei den Asienspielen in Hangzhou mit 9:03,75 min auf Rang zehn.
2013 wurde Koech Kenianischer Meister im Hindernislauf. Er ist der Bruder des kenianischen Langstreckenläufers Isiah Kiplangat Koech.

## Persönliche Bestleistungen
- 3000 m Hindernis: 8:09,62 min, 6. Mai 2016 in Doha
- Marathon: 2:18:52 h, 29. Oktober 2017 in Dublin